# Magnus von Horn
Magnus Rickard von Horn, född 21 december 1983 i Göteborg, är en svensk filmregissör.

## Biografi
Magnus von Horn växte upp i Kullavik utanför Göteborg. År 2006 flyttade han till Polen när han kom in på filmskolan i Lodz.
von Horn debuterade 2006 med kortfilmen Radek. Kortfilmen Utan snö (2011) nominerades till en Guldbagge i kategorin Bästa kortfilm. År 2016 fick han en Guldbagge i kategorin Bästa regi för Efterskalv som skildrar en tonårsmördare som återvänder till sin hemby för att hitta försoning. År 2020 kom långfilmen Sweat som kretsar kring en skärmberoende, alienerad polsk fitnessikon och influerare med ett svart inre hål.
Vid Oscarsgalan 2025 nominerades von Horn till en Oscar i kategorin bästa internationella film för Flickan med nålen. Filmen, som tävlade för Danmark, är en svartvit skräckfilm om berättar den sanna historien om seriemördaren Dagmar Overby, en änglamakerska som hjälpte fattiga mödrar att bli av med oönskade barn under löfte om att de skulle placeras i fosterfamiljer.

### Privatliv
von Horn bor i Warszawa med hustru och barn.

## Filmografi
- 2006 – Radek
- 2007 – Mleczaki
- 2008 – Echo
- 2011 – Utan snö
- 2015 – Efterskalv
- 2020 – Sweat
- 2024 – Flickan med nålen